# Marjan Błażowski
Marjan Błażowski (29. března 1855 – 14. února 1913 Lvov) byl rakouský šlechtic a politik polské národnosti z Haliče, na počátku 20. století poslanec Říšské rady. Bratr Juliana Błażowského.

## Biografie
Zasedal jako poslanec Haličského zemského sněmu. Koncem 19. století zastával funkci okresního starosty.
Byl i poslancem Říšské rady (celostátního parlamentu Předlitavska), kam usedl v doplňovacích volbách roku 1898 za kurii venkovských obcí v Haliči, obvod Bučač—Čortkiv atd. Nastoupil místo Kornela Horodyského. Mandát zde obhájil v řádných volbách do Říšské rady roku 1901. Ve volebním období 1897–1901 se uvádí jako svobodný pán Marian Błażow-Błażowski, statkář, bytem Novosilka, pošta Jazlovec.
Ve volbách roku 1901 je uváděn jako oficiální polský kandidát, tedy kandidát Polského klubu.
Zemřel v únoru 1913 ve věku 58 let.